# Dipsacaster laetmophilus
Dipsacaster laetmophilus är en sjöstjärneart som beskrevs av Fisher 1910. Dipsacaster laetmophilus ingår i släktet Dipsacaster och familjen kamsjöstjärnor. Inga underarter finns listade i Catalogue of Life.